# 今市場町 (江南市)
今市場町（いまいちばちょう）は、愛知県江南市の地名。

## 地理
江南市南東部に位置する。東は丹羽郡大口町、西は尾崎町、南は安良町・寄木、北は石枕町・力長町に接する。

### 交通
- 愛知県道179号宮後小牧線
- 柳街道

### 施設
- 江南市立布袋北小学校
- 岐阜信用金庫東江南支店

## 歴史

### 沿革
- 江戸時代 - 尾張国丹羽郡の尾張藩領小牧代官所支配の今市場村として所在[2]。
- 1889年（明治22年） - 秋津村大字今市場となる[2]。
- 1906年（明治39年） - 布袋町大字今市場となる[2]。
- 1954年（昭和29年） - 江南市大字今市場となる[2]。
- 1977年（昭和52年） - 一部が尾崎町に編入される[2]。
- 1986年（昭和61年） - 一部が安良町・力長町・今市場町にそれぞれ編入される[2]。また、大字尾崎・大字石枕および大字今市場・大字寄木の各一部により、今市場町が成立[2]。

### 人口の変遷
国勢調査による人口および世帯数の推移。
| 2000年（平成12年） | 356世帯 1042人 |  |
| 2005年（平成17年） | 428世帯 1247人 |  |
| 2010年（平成22年） | 464世帯 1337人 |  |
| 2015年（平成27年） | 505世帯 1412人 |  |
| 2020年（令和2年）  | 525世帯 1405人 |  |

### WEB
1. 1 2  総務省統計局 (2022年2月10日). “令和2年国勢調査の調査結果(e-Stat) - 男女別人口，外国人人口及び世帯数－町丁・字等” (CSV). 2023年8月2日閲覧。
2. ↑  “愛知県江南市の町丁・字一覧”.   人口統計ラボ. 2024年8月9日閲覧。
3. ↑  “市外局番の一覧” (PDF).   総務省 (2022年3月1日). 2022年3月22日閲覧。
4. ↑  “ナンバープレートについて”.   一般社団法人愛知県自動車会議所. 2024年1月21日閲覧。
5. ↑  総務省統計局 (2014年5月30日). “平成12年国勢調査の調査結果(e-Stat) - 男女別人口及び世帯数 －町丁・字等” (CSV). 2021年7月20日閲覧。
6. ↑  総務省統計局 (2014年6月27日). “平成17年国勢調査の調査結果(e-Stat) - 男女別人口及び世帯数 －町丁・字等” (CSV). 2021年7月21日閲覧。
7. ↑  総務省統計局 (2012年1月20日). “平成22年国勢調査の調査結果(e-Stat) - 男女別人口及び世帯数 －町丁・字等” (CSV). 2021年7月21日閲覧。
8. ↑  総務省統計局 (2017年1月27日). “平成27年国勢調査の調査結果(e-Stat) - 男女別人口及び世帯数 －町丁・字等” (CSV). 2021年7月21日閲覧。

### 書籍
1. 1 2  「角川日本地名大辞典」編纂委員会 1989, p. 1672.
2. 1 2 3 4 5 6 7  「角川日本地名大辞典」編纂委員会 1989, p. 189.